# شاين نيكلسون
شاين نيكلسون (بالإنجليزية: Shane Nicholson)‏ (3 يونيو 1970 في المملكة المتحدة - ) هو لاعب كرة قدم بريطاني في مركز الظهير. لعب مع ديربي كاونتي وستوكبورت كونتي وشيفيلد يونايتد ونادي ترانمير روفرز لكرة القدم ونادي تشيسترفيلد ووست بروميتش ألبيون ولينكولن سيتي أف سي ونادي بوسطن يونايتد.

## وصلات خارجية
- شاين نيكلسون على موقع قاعدة بيانات كرة القدم.إي يو (الإنجليزية)
- شاين نيكلسون على موقع Soccerbase.com (لاعب) (الإنجليزية)
- شاين نيكلسون على موقع عالم كرة القدم.نت (الإنجليزية)